# 萤火之爱
《萤火之爱》（羅馬化：Tid Noi）是由M 39制作，庞萨克·庞斯万执导与帕德容琶·砂楚及阿南达·艾华灵汉主演的泰国古装喜剧片。电影于2023年1月25日在泰国上映，票房收入为2825万泰铢（曼谷、大都市地区和清迈府），全国票房收入共8000万泰铢。

## 演员阵容

### 主要演员
- 帕德容琶·砂楚（Aum）饰演 Nak
- 庞萨克·庞斯万（英语：Pongsak Pongsuwan）（Theng Therdtherng） 饰演 Tid Noi
- 阿南达·艾华灵汉 饰演 Mak

### 其他演员
- Rusameekae Fagerlund（James） 饰演 Duang
- Somchai Khemklad（Tao） 饰演 Suea Phad
- Chaleumpol Tikumpornteerawong（Jack） 饰演 Ang
- Joopjeep Chernyim 饰演 Ueng
- Phuang Chernyim（Na） 饰演 Phra Phuang
- Nataya Chanrung（Pu） 饰演 Nak的母亲

### 客串演员
- Bunyawan Phongsuwan（Somcheng） 饰演 Phan
- Nong Chachacha 饰演 Xiang Tung
- 瓦奇勒维·派桑坤翁（August）
- Sornsutha Klunmalee 饰演 斧头店老板
- 娜帕帕·丹特拉库尔（英语：Napapa Thantrakul）（Pat） 饰演 拍那空府名妓
- Jeab Chernyim 饰演 来自帕那空府的男子
- Nok Chernyim 饰演 在葬礼上的醉酒女子
- Joey Chernyim